# Río Icamaquã
El río Icamaquã es un río brasileño del estado de Río Grande del Sur. Integrante la Cuenca del Plata, nace en el municipio de Capão do Cipó y desemboca en el río Uruguay, al norte de la ciudad de São Borja.
Sus principales afluentes son los arroyos Taquarembó, Itacurubí, Iguariaca y Guabiju.